# Struer Sogn
Struer Sogn er et sogn i Struer Provsti (Viborg Stift).
Struer Sogn blev i 1895 udskilt fra Gimsing Sogn med Gimsing som anneks. Begge sogne hørte til Hjerm Herred i Ringkøbing Amt - Struer var herredets mindste. De var to selvstændige sognekommuner, men Struer blev købstad i 1917. Ved kommunalreformen i 1970 blev Struer Købstad kernen i Struer Kommune, som også Gimsing indgik i.
I Struer Sogn ligger Struer Kirke.
I sognet findes følgende autoriserede stednavne:
- Struer (bebyggelse, ejerlav)